# Микроспоридии
Микроспори́дии (лат. Microsporidia) — клада родственных грибам простейших, все представители которой являются облигатными внутриклеточными паразитами эукариотических организмов. Описано около 1300 видов в 160 родах, что является малой частью реального разнообразия данной группы, так как огромное количество потенциальных хозяев не было исследовано на предмет заражения микроспоридиями. Данные патогены широко распространены среди животных практически всех систематических групп, от простейших до высших позвоночных, включая человека. Наиболее многочисленны и разнообразны микроспоридии ракообразных и насекомых.
Микроспоридии обладают рядом уникальных признаков, которые демонстрирует крайнюю степень специализированности данного таксона к внутриклеточному паразитизму. Споры данных патогенов содержат уникальный комплекс органелл, известный только для микроспоридий — аппарат экструзии, предназначенный для заражения клетки хозяина путём прокола её оболочки и вбрасывания зародыша непосредственно в цитоплазму. Такой способ переноса зародыша из споры в клетку животного-хозяина не известен для других простейших. Геном микроспоридий является наименьшим среди эукариот и в нём практически отсутствуют интроны, а митоз носит форму закрытого внутриядерного плевромитоза. Их рибосомы схожи с прокариотическими и имеют коэффициент седиментации 70S. Клетка микроспоридий лишена кинетосом и их производных (жгутиков и центриолей), лизосом, гранул запасных питательных веществ. Долгое время считалось первичным отсутствие у микроспоридий митохондрий, но в недавнем времени в их клетках были обнаружены крохотные двумембранные органеллы — митосомы и было доказано их митохондриальное происхождение.

## Морфология

### Строение спор

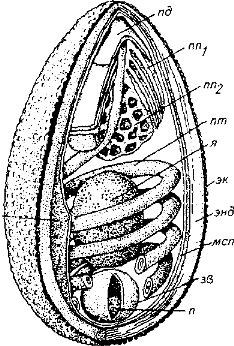
Схема строения споры микроспоридий: ПД — полярный диск, ЗВ — задняя вакуоль, П — постеросома, ПТ — полярная трубка, ПП 1,2 — пластинчатый и камерный поляропласты, ЭК — экзоспора, ЭНД — эндоспора, МСП — цитоплазматическая мембрана, Я — ядро зародыша

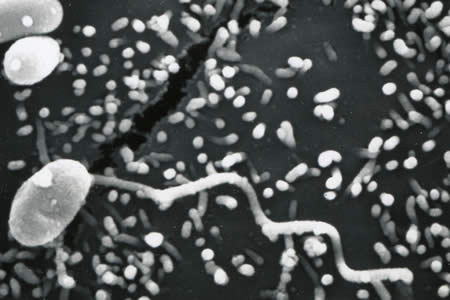
Сканирующая электронная микрофотография споры микроспоридии с выброшенной полярной трубкой, внедрённой в эукариотическую клетку

Оболочка споры у подавляющего большинства видов микроспоридий состоит из трёх слоёв: гликопротеиновой экзоспоры, хитиновой эндоспоры и цитоплазматической мембраны. Экзоспора может быть многослойной и формировать придатки различной формы.
Аппарат экструзии включает в себя заднюю вакуоль, якорный диск, поляропласт и полярную трубку. Задняя вакуоль представлена одной или несколькими камерами, расположенными терминально. Иногда внутри вакуоли бывает расположена постеросома — рудимент аппарата Гольджи. Во время экструзии споры данная органелла резко увеличивается в размере, выталкивая зародыш в полярную трубку>.
Поляропласт чаще всего представляет собой упаковку плотно уложенных мембран, но также может включать различные везикулы и трубчатые структуры. Считается, что поляропласт задействован в создании высокого внутриспорового давления, необходимого для выворачивания полярной трубки, а также является «поставщиком мембран» для самой трубки и проходящей по ней спороплазмы.
Полярная трубка представлена удлинённой двумембранной структурой с умеренно электроноплотным содержимым, отходящей от расположенного на переднем конце споры якорного диска и уложенной спирально. Длина, степень развития и форма полярных трубок у микроспоридий широко варьируют. Обычно, число витков спирали колеблется от 6 до 12, но у некоторых видов достигает 36. Представители семейства Metchnikovellidae — паразиты других одноклеточных организмов (тоже паразитических) грегарин имеют крайне редуцированный аппарат экструзии, с полярной трубкой по размерам не превышающей длину споры. По особенностям строения выделяют несколько типов полярных трубок: изофилярная — обладает одинаковым размером на всём протяжении; анизофилярная — диаметр первых витков значительно превышает диаметр последующих; гетерофилярная — различные витки имеют различный диаметр. После выброса полярная трубка становится полой, и через неё происходит внедрение спороплазмы в клетку хозяина.

### Строение спороплазмы и стадий внутриклеточного развития
Спороплазма (зародыш) представляет собой лежащее в споре одиночное ядро или диплокарион, окружённое тонким слоем цитоплазмы с рибосомами. После экструзии споры зародыш проходит через полярную трубку и оказывается в цитоплазме хозяина. При этом в заражённой клетке спороплазма оказывается окружённой собственной цитоплазматической мембраной, происхождение которой до сих пор доподлинно не известно.
Пролиферативная стадия — меронт — представлена интенсивно растущей и размножающейся клеткой, одноядерной или многоядерной, в зависимости от стадии мерогонии. Цитоплазма меронтов содержит минимальный набор органелл: аппарат Гольджи трубчатого типа, строение которого уникально для микроспоридий, рибосомы, гладкий и шероховатый эндоплазматический ретикулум. Кроме того, в цитоплазме меронтов можно найти различные трубчатые структуры и везикулы.
При переходе к первой стадии спорогонии — споронту — клетка микроспоридии приобретает поверх цитоплазматической мембраны дополнительную оболочку, первое время заметную только при электронном микроскопировании. На этом этапе продолжается деление ядер, в результате чего образуются многоядерные спорогональные плазмодии, дающие начало споробластам.

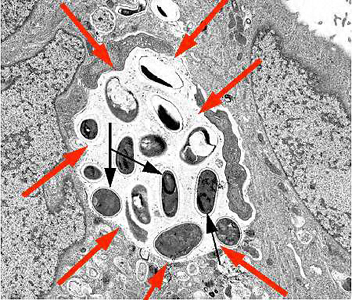
Нетипичный для микроспоридий вариант развития Encephalitozoon intestinalis внутри паразитофорной вакуоли. Стадии внутриклеточного развития отмечены красными стрелками, зрелые споры — чёрными

У многих видов микроспоридий снаружи от оболочки споронта закладывается ещё один покровный слой, образующий оболочку спорофорного пузырька (по старой терминологии панспоробласта). Строение спорофорных пузырьков и развитие полости между оболочками широко варьирует у разных видов микроспоридий.
Споробласт — переходная стадия между спорогональным плазмодием и спорой. Характеризуется интенсивным развитием оболочек и закладкой всех будущих органелл споры.

## Геном
Геном микроспоридий, как и у большинства других эукариот, состоит из набора линейных хромосом, но является, однако, крайне редуцированным и необычным. Средний размер геномов микроспоридий чрезвычайно мал, у Encephalitozoon intestinalis он составляет всего 2,3 миллиона пар нуклеотидов, что даже меньше, чем у некоторых бактерий. Набор кодируемых белков также невелик, в геноме Encephalitozoon cuniculi найдено около 2000 белоккодирующих последовательностей. Геном микроспоридий сильно компактизирован, и в нём практически отсутствуют интроны, при этом гены, гомологичные генам других организмов, у микроспоридий часто бывают значительно короче.

## Особенности метаболизма

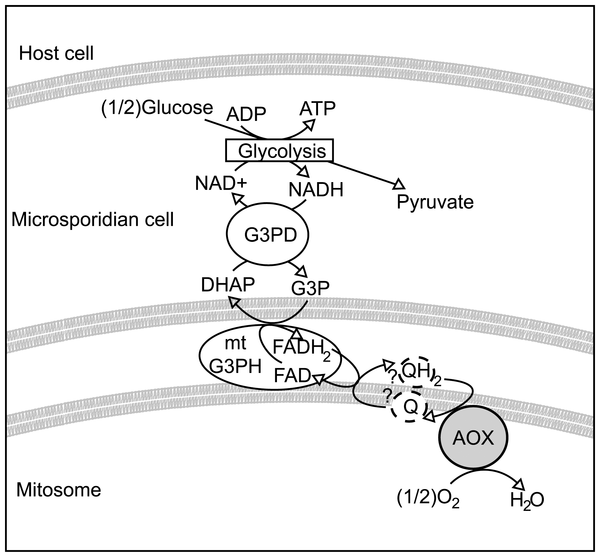
Схема предполагаемого варианта энергетического метаболизма большинства видов микроспоридий

В процессе адаптации к внутриклеточному паразитизму микроспоридии утратили большинство метаболических путей, таких как окислительное фосфорилирование или цикл Кребса. На стадии внутриклеточного развития паразит вообще не использует собственную систему энергетического метаболизма, полностью полагаясь на транспорт АТФ из цитоплазмы клетки хозяина за счёт уникальных АТФ-переносчиков. Данные переносчики пластидно-бактериального типа были приобретены микроспоридиями за счёт горизонтального переноса генов от бактерий и являются уникальными для данного таксона. Таким образом, микроспоридии дальше всех других эукариот продвинулись на пути адаптации к внутриклеточному паразитизму, так как кроме них пока не было найдено паразитов, способных напрямую транспортировать АТФ из хозяйской клетки.
На стадии споры микроспоридии поддерживают свою жизнедеятельность за счёт гликолиза. При этом, долгое время было неясно, каким образом происходит реокисление образующихся в ходе гликолиза восстановительных эквивалентов, таких как NADH. На сегодняшний день предлагается следующая схема данного процесса, включающая глицеролфосфатный челночный механизм и альтернативную оксидазу. В цитоплазме цитоплазматическая форма глицерол-3-фосфатдегидрогеназы окисляет NADH до NAD+, восстанавливая при этом дигидроксиацетонфосфат до глицерол-3-фосфата. Последний поступает в межмембранное пространство митосомы, где вновь окисляется до дигидроксиацетонфосфата за счёт FAD-зависимой митосомальной формы глицерол-3-фосфатдегидрогеназы. Восстановленная форма FADH2, в свою очередь, передаёт электроны на пул убихинонов, расположенный во внутренней мембране митосомы. Конечным этапом является реокисление убихинона ферментом альтернативная оксидаза с использованием кислорода в качестве конечного акцептора электронов и восстановлением последнего до воды. В геномах представителей группы Terresporidia (включает в себя большинство микроспоридий, паразитирующих в наземных животных) гена альтернативной оксидазы найдено не было. Таким образом, схема энергетического обмена у этой группы до сих пор остаётся загадкой.

## Жизненный цикл

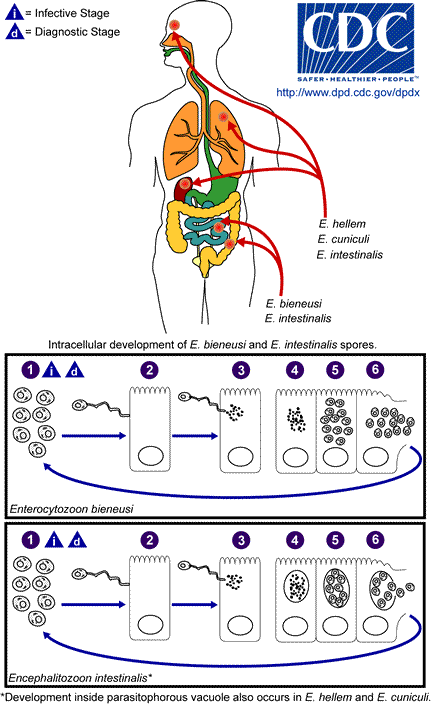
Схема жизненного цикла патогенных для человека видов микроспоридий Encephalitozoon spp. и Enterocytozoon spp.

Инвазионной стадией у микроспоридий является спора. Она содержит зародыш (спороплазму) и сложно организованный аппарат экструзии, обеспечивающий выброс зародыша из споры и внедрение его в клетку хозяина. Для многоклеточных животных заражение обычно происходит при попадании спор паразитов в пищеварительный тракт хозяина. В отличие от других внутриклеточных паразитов, в подавляющем большинстве случаев развитие микроспоридий происходит в прямом контакте с цитоплазмой клетки хозяина, без образования паразитофорной вакуоли. После внедрения происходит рост и дифференциация зародыша, после чего клетка паразита превращается в меронт, пролиферативную стадию, которая размножается бинарным или множественным делением по типу мерогонии. Затем микроспоридии приступают к спорогонии. Ядра споронтов претерпевают от одного до нескольких делений, в результате чего образуются спорогональные плазмодии, дающие начало споробластам, в которых происходит формирование спор. Обычно на этом этапе происходит разрушение заражённой клетки хозяина, а вышедшие таким образом споры заражают другие клетки того же организма или выводятся наружу для заражения других особей.
Микроспоридии демонстрируют очень высокую степень разнообразия жизненных циклов. Описанный выше моноксенный (включающий только одного хозяина) цикл с образованием спор одного типа характерен для почти 80 % описанных видов. Однако и в таком цикле особенности спорогонии, строение ядерного аппарата, количество и типы делений на всех стадиях широко варьируют.
В остальных случаях цикл может проходить более чем в одном хозяине, включать несколько спорогоний с образованием нескольких типов спор, различающихся морфологически и функционально. Для нескольких видов на различных стадиях развития описан мейоз и половой процесс, проходящий по типу гаметоцитогамии. Примером наиболее сложных поликсенных жизненных циклов, включающих половой процесс и морфо-функциональную дифференциацию спор, являются жизненные циклы микроспоридий родов Amblyospora и Parathelonahia.

## Систематическое положение и классификация

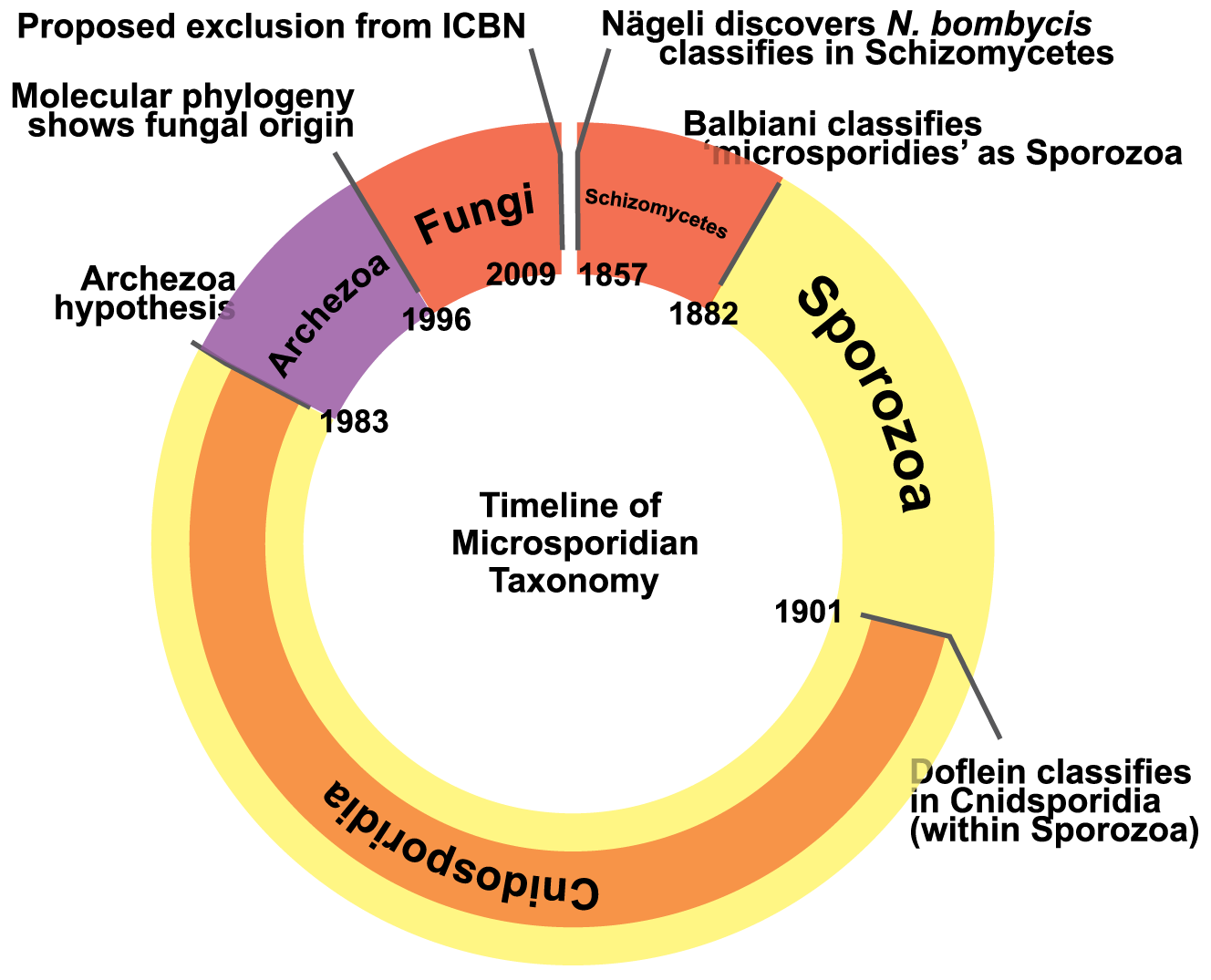
Схема, иллюстрирующая изменение систематического положения микроспоридий с 1857 по 2009 год

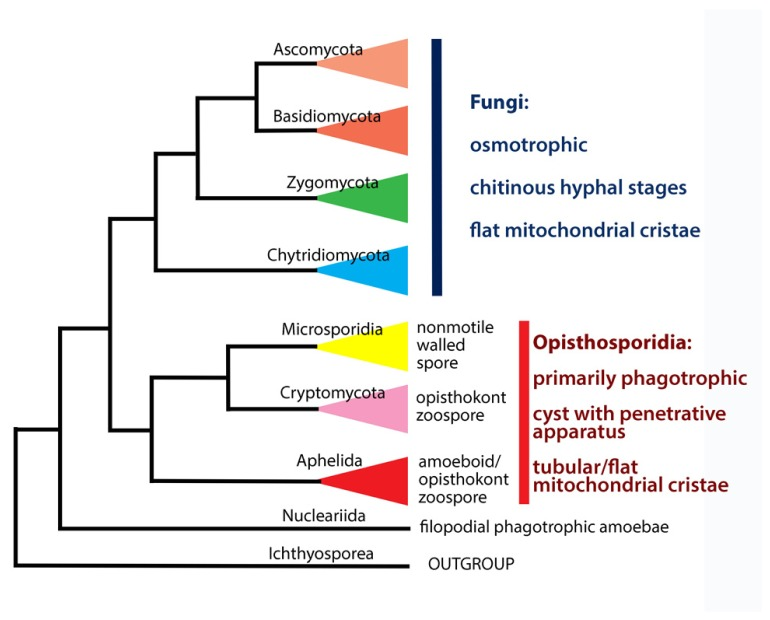
Филогенетическое древо группировки «Holomycota». Микроспоридии вместе с Афелидами и группой Cryptomycota формируют сестринский грибам таксон

С момента первого описания в 1857 году положение таксона в системе живой природы постоянно менялось. Первоначально микроспоридии были отнесены к группе Schizomycetes, куда входили различные виды дрожжей и бактерий. Затем, в начале XX века таксон был вместе с другими внутриклеточными паразитами включен в состав группы Sporozoa в подгруппу Cnidosporidia, включающую также миксоспоридий, актиноспоридий и хеликоспоридий. Во второй половине XX века было накоплено достаточно данных, доказывающих искусственность группы Sporozoa, и микроспоридии были включены в группировку Archezoa, объединяющую одноклеточных организмов без митохондрий. Предполагалось, что представители данной группы являются наиболее древними из современных эукариот и отделились от их общего предка ещё до приобретения митохондрий. Несмотря на то, что сейчас можно считать доказанными ошибочность гипотезы Archezoa и вторичность потери микроспоридиями митохондрий, часть молекулярных исследований, выполненных в конце XX века, поддерживали данную гипотезу. Однако, после увеличения числа исследуемых генов, все больше молекулярно-филогенетических исследований демонстрировали родство микроспоридий с грибами. При этом в разных работах положение микроспоридий относительно грибов оказывается различным. По результатам некоторых исследований микроспоридии входят в состав грибов, однако последние работы обычно выявляют микроспоридий, как сестринскую грибам группу. На сегодняшний день принято формальное включение микроспоридий в таксон Fungi, однако такая точка зрения подвергается критике со стороны многих специалистов, и вполне вероятно, что систематическое положение микроспоридий ещё не раз кардинально изменится.
Классификация микроспоридий подвергается непрерывным перестройкам на основе использования новых таксономических признаков, полученных при изучении тонкого строения, жизненных циклов, цитохимических и молекулярно-биологических свойств как новых, так и известных форм. В классической системе, построенной на морфологических признаках, общепризнано разделение типа на два класса, один из которых включает формы микроспоридий, образующие в конце коротких жизненных циклов споры с примитивным аппаратом экструзии, а другой — более сложно организованные формы с моно- или диксенными жизненными циклами, завершающимися образованием одного-двух-трёх типов спор с хорошо развитым аппаратом экструзии. При подразделении на отряды и семейства основное внимание уделено строению, в основном, стадий спорогонии, типу ядерного аппарата, хромосомным и жизненным циклам. Однако анализ нуклеотидных последовательностей рибосомальной РНК показывает отсутствие связи между классическими признаками морфологии и филогенетическим родством между видами микроспоридий, что требует пересмотра значения морфологических критериев, используемых в систематике. Использование подходов молекулярной филогении позволяет разделить проанализированные формы микроспоридий на пять филогенетических ветвей, объединяемых в три класса, исходя из первичной приуроченности паразитов к месту обитания хозяев.
- Класс Aquasporidia объединяет три парафилетичные ветви паразитов пресноводных животных: мшанок и членистоногих;
- Класс Marinosporidia включает в основном паразитов морских и пресноводных рыб;
- Класс Terresporidia включает паразитов наземных и пресноводных хозяев: протистов, членистоногих, позвоночных.

## Прикладное значение

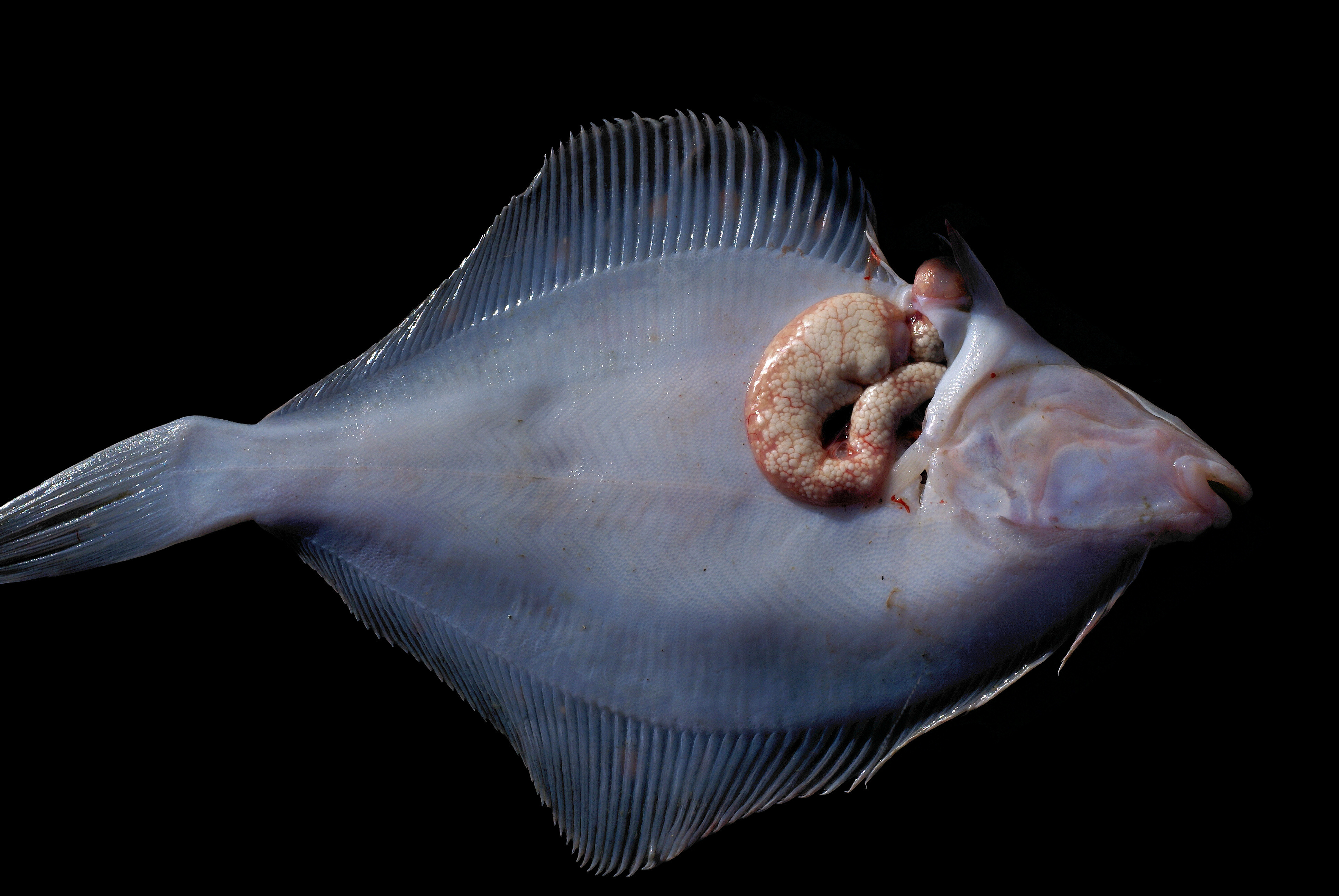
Рыба, пораженная микроспоридией Glugea stephani. Наблюдается формирование ксеномы — гипертрофированного участка ткани в очаге заражения

Микроспоридии вызывают хозяйственные потери на шелководнях и пасеках, будучи возбудителями эпизоотий нозематозов у медоносных пчёл (Apis mellifera), тутового шелкопряда (Bombyx mori). Описаны случаи массовой гибели других полезных беспозвоночных животных, например, мидий Mytilus edulus, а также различных промысловых видов рыб.
Особую проблему представляют микроспоридиозы человека. Обычно микроспоридии вызывают тяжелые и быстро развивающиеся оппортунистические инфекции, возникающие на фоне иммунодефицита. Однако данные патогены могут быть опасны и для иммунокомпетентных людей; было показано, что микроспоридия Encephalitozoon cuniculi, паразитирующая у кроликов, способна заразить человека с нормальной иммунной системой. Клинические проявления микроспоридиоза очень разнообразны и варьируют в зависимости от вида микроспоридии-возбудителя инфекции. Наиболее часто встречаемым симптомом является диарея.
Микроспоридии, паразитирующие у насекомых-вредителей сельскохозяйственного, медицинского и ветеринарного значения, являются перспективными агентами биологической борьбы с этими видами. Некоторые виды микроспоридий комаров вызывают высокую смертность личинок, снижают плодовитость самок, а также предотвращают развитие нескольких видов малярийных плазмодиев. В 1978 году в США для борьбы с прямокрылыми вредителями был создан первый промышленный биопрепарат на основе микроспоридий — «Нолок», который получил высокую экономическую оценку благодаря низкой стоимости, высокой эффективности и отсутствию негативного влияния на окружающую среду.